# Carolyn Treacy
Carolyn Treacy Bramante (Saint Paul, 19 maart 1982) is een voormalig biatlete uit de Verenigde Staten. Ze vertegenwoordigde haar vaderland op  de Olympische Winterspelen 2006 in Turijn.

## Resultaten

### Olympische Winterspelen
| Jaar | Plaats | Onderdeel   | Onderdeel | Onderdeel     | Onderdeel  | Onderdeel |
| Jaar | Plaats | Individueel | Sprint    | Achtervolging | Massastart | Estafette |
| ---- | ------ | ----------- | --------- | ------------- | ---------- | --------- |
| 2006 | Turijn | –           | 80e       | –             | –          | 15e       |

### Wereldkampioenschappen
| Jaar | Plaats      | Onderdeel                               | Onderdeel                               | Onderdeel                               | Onderdeel                               | Onderdeel                               | Onderdeel          |
| Jaar | Plaats      | Individueel                             | Sprint                                  | Achtervolging                           | Massastart                              | Estafette                               | Gemengde estafette |
| ---- | ----------- | --------------------------------------- | --------------------------------------- | --------------------------------------- | --------------------------------------- | --------------------------------------- | ------------------ |
| 2006 | Pokljuka    | Niet gehouden vanwege Olympische Spelen | Niet gehouden vanwege Olympische Spelen | Niet gehouden vanwege Olympische Spelen | Niet gehouden vanwege Olympische Spelen | Niet gehouden vanwege Olympische Spelen | –                  |
| 2007 | Antholz     | 65e                                     | 83e                                     | –                                       | –                                       | DNS                                     | –                  |
| 2008 | Östersund   | –                                       | –                                       | –                                       | –                                       | –                                       | –                  |
| 2009 | Pyeongchang | 64e                                     | –                                       | –                                       | –                                       | –                                       | 18e                |

### Wereldkampioenschappen junioren
| Jaar | Plaats           | Onderdeel   | Onderdeel | Onderdeel     | Onderdeel |
| Jaar | Plaats           | Individueel | Sprint    | Achtervolging | Estafette |
| ---- | ---------------- | ----------- | --------- | ------------- | --------- |
| 1999 | Pokljuka         | 52e         | –         | –             | DNF       |
| 2000 | Hochfilzen       | 24e         | 24e       | 16e           | 13e       |
| 2001 | Chanty-Mansiejsk | 49e         | 27e       | 19e           | 8e        |
| 2002 | Ratschings       | 17e         | 32e       | 27e           | Zilver    |
| 2003 | Kościelisko      | 45e         | 46e       | 38e           | 12e       |